# STANDparados
STAND parados fue un programa de comedia en vivo producido por Televisa Networks y transmitido como la primera producción original del canal Distrito Comedia, realizado en formato libre y sin censura [cita requerida], conducido por Adal Ramones y que presentaba a nuevos comediantes que realizan un espectáculo de StandUp comedy que incluye sátira, burla, humor negro y autocrítica. 
- La Primera temporada inició el Sábado 23 de febrero de 2013 y terminó el Sábado 26 de octubre de 2013 a las 9:00pm por Distrito Comedia, y consta de 26 programas originales y 10 especiales temáticos.

- La Segunda temporada inició el Sábado 2 de noviembre de 2013 y terminó el Sábado 19 de julio a las 9:00pm por Distrito Comedia.

- La Tercera temporada inició el Sábado 26 de julio de 2014 a las 9:00pm por Distrito Comedia.

- La Cuarta temporada inició el Sábado 2 de mayo de 2015 a las 9:00pm por Distrito Comedia.

## Producción
PRIMERA TEMPORADA
- Adal Ramones - Conductor, Standupero y Productor Ejecutivo
- Gerard Jalife - Productor Asociado
- Roger Dueñas - Realizador y Productor
- Christopher Vignettes/Eduardo Suárez - Director de cámaras
- Sebastian Llapur - Locutor

SEGUNDA Y TERCERA TEMPORADA
- Adal Ramones - Conductor, Standupero y Productor Ejecutivo
- Roger Dueñas - Productor y Realizador
- Eulalio Favela y Rafael Flores - Director de cámaras
- Juan Frese - Locutor

CUARTA Y QUINTA TEMPORADA
- Adal Ramones - Conductor, Standupero y Productor Ejecutivo
- Roger Dueñas - Productor Asociado y Realizador
- Rafael Flores y Eulalio Favela - Director de cámaras
- Fran Hevia - Locutor

## StandUperos
PRIMERA TEMPORADA
- Adal Ramones - HOST y StandUpero
- Hugo "El Cojo Feliz" - Programa 01
- ManuNNa - Programa 01
- Alexis De Anda - Programa 01
- Arturo Posada - Programa 01
- Kalimba (Invitado Especial) - Programa 01
- Alex "Chapararro" Salazar - Programa 02
- Tomás Strasberg - Programa 02
- Manchita - Programa 02
- Martín León - Programa 02
- Jesús Guzmán (Invitado Especial) - Programa 02
- Eduardo Talavera - Programa 03
- Rocky Flores - Programa 03
- Roberto Flores - Programa 03
- Héctor García - Programa 03
- Gonzalo Curiel (Invitado Especial) - Programa 03
- Rodolfo Rivapalacio - Programa 04
- Emmanuel Lira - Programa 04
- Adriana Chávez - Programa 04
- Isaac Salame - Programa 04
- Jurgan (Invitado Especial) - Programa 04
- Oswaldo Salinas - Programa 05
- Alex Marin y Kall "Ese Wey" - Programa 05
- Erwin Alvarado - Programa 05
- Gloria Rodríguez - Programa 05
- Mauricio Jalife (Invitado Especial) - Programa 05
- Ricardo El Coyote - Programa 06
- Roberto Andrade - Programa 06
- Juan Carlos Escalante - Programa 06
- Léyele - Programa 06
- Enrique Hernández Alcázar - Programa 06
- Diego Zanassi - Programa 07
- Horacio Almada - Programa 07
- kikis  - Programa 07
- Gus Proal - Programa 07
- Archie Balardi - Programa 07
- Miguel León - Programa 08
- Xóchitl Sánchez Santos (Xoch) - Programa 08
- René Sosa  - Programa 08
- Ricardo O'Farril  - Programa 08
- Fran Hevia - Programa 16
- Adrián Uribe - Programa ??

## Programas Especiales

### Primera Temporada
- Especial Diversidad Sexual 1 (24/Agosto/2013)
- Especial de Gordos 1 (31/Agosto/2013)
- Especial de Mujeres 1 (07/Septiembre/2013)
- Especial VIP 1 (14/Septiembre/2013)
- Especial de Gordos 2 (21/Septiembre/2013)
- Especial de Mujeres 2 (28/Septiembre/2013)
- Especial Diversidad Sexual 2 (05/Octubre/2013)
- Especial VIP 2 (12/Octubre/2013)
- Especial de Gordos 3 (19/Octubre/2013)

### Segunda temporada
- Especial de Pelones (31/Mayo/2014)
- Especial Diversidad Sexual (7/Junio/2014)
- Especial de Gordos (14/Junio/2014)
- Especial "El Mundo me hizo Así" (21/Junio/2014)
- Especial de Chaparros (28/Junio/2014)
- Especial de Latinos (05/Julio/2014)
- Especial Diversidad Sexual 2 (12/Julio/2014)
- Especial de Gordos 2 (19/Julio/2014)

## Transmisión
Galavisión

 Comedy Central
 Vix

## Premios

### Premios TVyNovelas 2014
- Mejor Programa de TV Restringida - Nominado

### Premios TVyNovelas 2015
- Mejor Programa de TV Restringida - Nominado